# 蘇欣多爾
蘇欣多爾是保加利亞的城鎮，位於該國北部，距離首府大特爾諾沃50公里，由大特爾諾沃州負責管轄，面積65.8平方公里，海拔高度191米，受大陸性氣候影響，2010年人口2,096，居民主要信奉東正教。
43°11′N 25°11′E / 43.183°N 25.183°E